# Grafisk tidsaxel över trettioåriga kriget
Detta är en grafisk tidsaxel över händelserna under trettioåriga kriget.